# Kyōko Iwasaki
Kyōko Iwasaki (岩崎恭子?, Iwasaki Kyōko; Numazu, 21 luglio 1978) è un'ex nuotatrice giapponese.

## Carriera
Specializzata nella rana, ha vinto la medaglia d'oro nei 200 m rana alle Olimpiadi di Barcellona 1992.

## Palmarès
- Olimpiadi

Barcellona 1992: oro nei 200 m rana.
- Universiadi

1995 - Fukuoka: bronzo nei 200 m rana.